# Božena Čvančarová
Božena Čvančarová (1. dubna 1907 Královské Vinohrady – ?) byla česká pedagožka, spisovatelka a redaktorka.

## Životopis
Otec Boženy byl Václav Čvančar (1880) úředník v knihtiskárně Politika v Praze, matka Božena Čvančarová-Cimrhaklová (1884) z Kutné Hory, vzali se 18. 9. 1905. Měla bratra Václava (1908).
Byla redaktorka časopisu Mateřídouška. Zřídila první českou školu v Argentině ve městě Berisso, kde dva a půl roku učila. V Praze XII bydlela na adrese Šumavská 32.

## Dílo

### Spis
- Na tvrdém úhoru – vzpomíná na dobu prožitou v Argentině .... Praha: nákladem vlastním, 1931